# Lazy Rich
Richard Billis - også kendt under navnet Lazy Rich er en britisk DJ og producer. Han producerer og remixer oftest electro house og dubstep. Lazy Rich har boet i Vancouver, Canada siden 2004. Han anses i musikkens univers for at være en af de ledende inden for den nye opblomstrende genre kaldt Complextro (en slags efterkommer af electro house), som baserer sig på komplekse melodier spækket med flere instrumenter i korte periode, og oftest med hurtige temposkift.
I en årrække har han toppet mange hitlister rundt om i verden. I følge The DJ list ender Lazy Rich samlet set på en 310. plads over verdens bedste DJ's og han ender top 16 i Canada 2010. En liste, der i Canada i øvrigt ledes af den levende legende inden for elektronisk musik - Deadmau5 (rigtige navn Joel Zimmerman f. 1981).
Lazy Rich ejer endvidere også en af de mest berømte pladeselskaber inden for elektronisk musik - Big Fish.